# María Consuelo Porras Argueta de Porres
María Consuelo Porras Argueta de Porres (ur. 23 sierpnia 1953 w San Juan Comalapa) – doktor prawa, Prokurator Generalny i Szef Ministerstwa Spraw Publicznych (Fiscal General y Jefe del Ministerio Público) Gwatemali.

## Życiorys
Urodziła się 23 sierpnia 1953 w San Juan Comalapa w departamencie Chimaltenango, w południowej Gwatemali. W 1987 ukończyła studia prawnicze i notarialne na uniwersytecie San Carlos de Guatemala. W ramach studiów podyplomowych uzyskała magisterium z prawa karnego i zarządzania jurysdykcyjnego na prywatnych uniwersytetach Rafael Landívar, San Pablo y Rural. Ukończyła również studia doktoranckie z prawa na uniwersytecie Mariano Gálveza. Na tych uniwersytetach pracowała również jako wykładowca.
Pracę w sektorze publicznym rozpoczęła jeszcze przed uzyskaniem tytułu prawnika. W 1973 pracowała jako nauczycielka w Ministerstwie Opieki Społecznej, a następnie w Ministerstwie Edukacji. Pracowała również w Ministerstwie Spraw Wewnętrznych, gdzie była m.in. kierowniczką Sekcji Gromadzenia Zbiorów Prawnych oraz radcą prawnym. W 1983 pracowała jako nauczycielka w wiosce El Pinalito w gminie San Pedro Ayampuc. W latach 1996–2004 zajmowała różne stanowiska w Prokuraturze Generalnej. W październiku 2004 została wybrana na sędziego Regionalnej Izby Mieszanej Sądu Apelacyjnego miasta Antigua i od tego momentu rozpoczęła się jej kariera w sądownictwie.
W 2009 zgłosiła swoją kandydaturę na sędziego Najwyższego Trybunału Sprawiedliwości (CSJ, Corte Suprema de Justicia). W procesie rekrutacyjnym uzyskała 71 punktów przyznanych przez Komisję Kwalifikacyjną, ale nie znalazła się na liście 26 kandydatów, która została wysłana do Kongresu w celu wybrania 13 członków kolegialnego organu sądownictwa. Zgłosiła również swoją kandydaturę na stanowisko sędziego sądu apelacyjnego. Zdobyła 58 punktów i została wybrana na członka Izby Sądu Apelacyjnego dla Dzieci i Młodzieży (Sala de la Corte de Apelaciones de la Niñez y la Adolescencia).
Od 14 kwietnia 2016 była zastępcą sędziego Trybunału Konstytucyjnego. Otrzymała nominację do Sądu Najwyższego. Pełniła funkcję Generalnego Nadzorcy Sądów (Supervisor General de Tribunales) oraz Wiceprzewodniczącej Wydziału Integracji Społecznej Naczelnego Sądu Wyborczego (Jefe II del Departamento de Inclusión Social del Tribunal Supremo Electoral). Przez osiem lat pełniła również funkcję specjalisty II stopnia w Wydziale Integracji i Wsparcia Gubernatorstw Departamentów Ministerstwa Spraw Wewnętrznych (Profesional II de la Unidad de Integración y Apoyo a las Gobernaciones Departamentales del Ministerio de Gobernación) oraz inne funkcje.
3 maja 2018 prezydent Gwatemali Jimmy Morales mianował ją na stanowisko Prokuratora Generalnego i Szefa Ministerstwa Spraw Publicznych. Po czteroletniej kadencji Maria Porras Argueta ubiega się o reelekcję. 22 kwietnia 2022 uzyskała wymaganą liczbę głosów, by znaleźć się na liście kandydatów na to stanowisko.
Jej mężem jest Gilberto Porres, były Sekretarz Generalny Prokuratury Generalnej.
Jej publikacje dotyczą przede wszystkim prawa konstytucyjnego, ale także innych gałęzi prawa oraz propozycji i analiz gwatemalskiego wymiaru sprawiedliwości.

## Krytyka
20 września 2021 Stany Zjednoczone zawiesiły współpracę z jej biurem i odebrały jej wizę wjazdową, po tym jak zaklasyfikowano ją jako jeden z antydemokratycznych podmiotów utrudniających walkę z korupcją. Unia Europejska i Human Rights Watch przyłączyły się do tej krytyki.